# الکالری
الکالری (به لاتین: Alkaleri) یک سکونتگاه مسکونی در نیجریه است که در ایالت باوچی واقع شده‌است.

## خصوصیات
الکالری ۵٬۹۱۸ کیلومترمربع مساحت و ۳۲۹٬۴۲۴ نفر جمعیت دارد.